# Jerzy Opara
Jerzy Janusz Opara, född den 21 augusti 1948 i Warszawa, Polen, är en polsk kanotist.
Han tog OS-silver i C-2 500 meter i samband med de olympiska kanottävlingarna 1976 i Montréal.